# ورزشگاه لرکندال
ورزشگاه لرکندال (انگلیسی: Lerkendal Stadion)، یک ورزشگاه تمام‌صندلی فوتبال در تروندهایم، نروژ است. این ورزشگاه محل برگزاری بازی‌های خانگی باشگاه فوتبال روزنبورگ و یکی از ورزشگاه‌های لیگ برتر فوتبال نروژ می‌باشد. گنجایش ورزشگاه ۲۱۴۰۵ نفر می‌باشد و دومین ورزشگاه بزرگ نروژ می‌باشد.